# Der Trotzkopf
Der Trotzkopf ist der Titel eines 1885 erstmals erschienenen Buches von Emmy von Rhoden. Der Roman wurde vom Stuttgarter Verlag Gustav Weise kurz nach dem Tod der Autorin veröffentlicht. Er gilt als einer der Prototypen des Backfischromans.

## Handlung
Hauptfigur ist die zu Beginn der Handlung 15-jährige Ilse Macket, die gemeinsam mit ihrem Vater und der Stiefmutter Anne auf dem Gut Moosdorf in Pommern lebt. Ilses Mutter ist kurz nach ihrer Geburt gestorben. Ilse wächst wild und ohne jede Erziehung auf, benimmt sich jungenhaft und tyrannisiert ihre Gouvernanten, bis die Stiefmutter das Haus betritt. „Frau Anne“ und der Pfarrer Wollert wollen Ilse zur standesgemäßen Dame erziehen, doch das Mädchen widersetzt sich beiden. Gemeinsam überzeugen sie den Oberamtmann Macket, das Mädchen in ein Pensionat zu geben.
Ilse kommt in das Pensionat von Fräulein Raimar. Hier gewinnt sie bald die Freundschaft der Lehrerin Charlotte Güssow und der englischen Schülerin Ellinor Grey, genannt Nellie. Nellie ist Waise und bereitet sich auf den Beruf der Gouvernante vor, wofür Ilse sie lebhaft bedauert.
Wendepunkt ist ein Vorfall in der Handarbeitsstunde, in der Ilse von Fräulein Raimar bloßgestellt wird. Das Mädchen reagiert mit einem Wutanfall und riskiert, aus dem Internat ausgeschlossen zu werden. Fräulein Güssow erzählt ihr zur Warnung die Lebensgeschichte des Mädchens Luzie, das durch ihr trotziges Wesen den Bräutigam Kurt abgeschreckt hat und fortan als Lehrerin ihr Brot verdienen muss. Die Erzählung macht tiefen Eindruck auf Ilse. Sie entschuldigt sich bei Fräulein Raimar und fügt sich nach und nach in das Internatsleben ein.
Allmählich lernt Ilse die zu dieser Zeit für Mädchen vorgesehenen Fähigkeiten wie Nähen, Stricken, Zeichnen und Tanzen. Auch pflegt sie ihre schwerkranke, um einiges jüngere Mitschülerin Lili, die jedoch an einer schweren Hirnhautentzündung stirbt. Die berufsbedingte Abwesenheit von Lilis Mutter (einer erfolgreichen Schauspielerin) wird als Lieblosigkeit kritisiert.
Auf der Heimreise aus der Pension trifft Ilse den Landratssohn Leo Gontrau, an dem sie sofort Gefallen findet.
Als Ilse in ihr Elternhaus zurückkehrt, findet sie ein kleines Brüderchen vor. Außerdem ist ihr Onkel Kurt zu Gast. Er entpuppt sich als der verschwundene Verlobte von Fräulein Güssow, die die Luzie aus der warnenden Erzählung ist. Die beiden heiraten, so dass Fräulein Güssow ihren Beruf aufgeben kann. Auch Nellie findet einen Mann – den Lehrer Dr. Althoff – und braucht nicht mehr Gouvernante zu werden.
Die Erzählung endet mit der Verlobung von Ilse und Leo.

## Fortsetzungen
Zu Der Trotzkopf sind im Laufe der Zeit verschiedene Fortsetzungen und Folgebände erschienen, die in ihrer Handlung nicht immer aufeinander aufbauen: Drei Bände stammen von Else Wildhagen, der Tochter von Rhodens, nämlich Trotzkopfs Brautzeit (1892), Aus Trotzkopfs Ehe (1895) und Trotzkopfs Nachkommen, ein neues Geschlecht (1930), Doris Mix veröffentlichte 1895 Frau Ilse, die Niederländerin Suze la Chapelle-Roobol den Band Stijfkopje als grootmoeder (dt. Trotzkopf als Großmutter, 1905) und Marie Luise Mancke unter dem Pseudonym Marie von Felseneck die zwei Bücher Trotzkopfs Erlebnisse im Weltkriege (1916) und Trotzkopf heiratet (1919). Die Bücher von Mix und von Mancke wurden von Wildhagen als Plagiate betrachtet (s. u.).

### Trotzkopfs Brautzeit (Else Wildhagen)
In Band 2 verlässt Ilse nach einem Streit mit ihrem Verlobten Leo das Elternhaus und fährt zu ihrer Freundin Nellie. Sie trifft auch die Pensionsfreundinnen Flora und Rosi wieder, die ebenfalls mittlerweile verheiratet sind.
Ilse beobachtet das Verhalten der Freundinnen und stellt fest, dass Nellie eine unterwürfige Ehefrau ist, während Floras und Rosis Ehemänner unter dem Pantoffel stehen. Flora wird für ihren Egoismus vom Schicksal hart bestraft: Nach einer Schlittenpartie, zu der sie ihren kränkelnden Mann gedrängt hat, stirbt er an Lungenentzündung. Flora bleibt als schwergebeugte junge Witwe zurück.
Die gefügige Nellie erscheint Ilse als das Ideal einer Ehefrau. Sie kehrt zu Leo zurück und bittet ihn um Verzeihung.
Auch die Freundin Orla taucht wieder auf. Sie fällt wie in der Pension aus dem Rahmen, denn sie plant, Medizin zu studieren, und erregt damit erhebliches Aufsehen. Es werden keine Zweifel daran geäußert, dass Frauen in der Lage sind, Medizin zu studieren, jedoch werden Frauen als körperlich und seelisch zu zart angesehen, um all das Elend zu ertragen, das ein Arzt zu Gesicht bekomme.
Orlas Plan kommt nicht zur Ausführung, da Orla sich mit dem Arzt Dr. Andres verlobt.
Der Roman endet mit Ilses und Leos Heirat.

### Aus Trotzkopfs Ehe (Else Wildhagen)
Band 3 schildert Ilses und Leos Familienleben – sie sind verheiratet und Eltern zweier Töchter, Ruth und Marianne, zu Beginn der Handlung acht beziehungsweise sieben Jahre alt. Die temperamentvolle Ruth ist Ilses Ebenbild, die sanfte Marianne das Gegenteil. Eine große Rolle spielt Leos Freund Professor Fuchs, ein alter Junggeselle und der Patenonkel von Tochter Ruth.
Obwohl Band 3 von derselben Autorin geschrieben wurde wie Band 2, hat sich das Verhältnis der Freundinnen Ilse und Nellie geändert. Die gefügige Nellie erscheint hier nicht mehr als das Ideal einer Ehefrau – Ilse kritisiert Nellies Demut gegenüber ihrem Mann mit den Worten „Du verwöhnst deinen Mann zu sehr“ und stellt fest, der reizbare Dr. Althoff wisse seine gutmütige Frau nicht genug zu schätzen. Darüber hinaus ist sie der Meinung, eine Frau, die zu allem Ja und Amen sage, würde ihrem Mann Leo mit Sicherheit bald langweilig werden.
Auch die Freundinnen Rosi und Flora treten wieder in Erscheinung. Flora ist in zweiter Ehe mit dem Gutsbesitzer August Werner verheiratet und Mutter der Zwillinge Hildegard und Thusnelda. Die Pastorenfrau Rosi ist eine herrschsüchtige Ehefrau und strenge Mutter, deren Härte ihren Sohn Fritz veranlasst, von zu Hause fortzulaufen.
Es erfolgt ein Zeitsprung von zehn Jahren. Rosis Sohn Fritz ist nach Hause zurückgekehrt; er ist während seiner Abwesenheit in Amerika ein erfolgreicher Geschäftsmann geworden. Ilses und Leos Tochter Ruth steht am Beginn einer großen Karriere als Sängerin, während Marianne ihren ersten Liebeskummer erlebt.
Der Roman endet mit Ruths erstem Konzert und der Verlobung von Marianne und Fritz.

### Trotzkopf als Großmutter (Suze la Chapelle-Roobol)
Band 4 zeigt Ilse Gontrau als Witwe und Großmutter. Der Tod ihrer Freundin Nellie und vor allem der Verlust ihres Mannes haben Ilse schwer getroffen. Nach Leos Tod verliert sie für lange Zeit allen Lebensmut, bis Professor Fuchs sie ermahnt, sich aufzuraffen, dankbar zu sein für das Glück, das sie erfahren hat, und an ihre Kinder und Enkel zu denken. „Onkel Heinz“ ist immer an Ilses Seite und ihr bester Freund. Auch als alte Frau ist sie noch temperamentvoll und nicht selten aufbrausend.
Ihre Tochter Ruth ist eine berühmte Sängerin, Marianne lebt mit ihrem Mann Fritz in Amerika, kehrt jedoch mit ihm und den drei Kindern Maud, Agnes und Karl nach Deutschland zurück.
Aus Fritz’ Schwester Elisabeth ist eine verbitterte alte Jungfer geworden, die seit dem Tod der Mutter völlig vereinsamt ist und von jungen Leuten und Männern verspottet wird. Nur Ilse hat Mitleid mit ihr und versucht, sie unter Menschen zu bringen und freundlicher zu stimmen. Außerdem erklärt sie ihren Enkelinnen energisch, dass die Ehe nicht den Wert einer Frau erhöhe und eine unverheiratete Frau durchaus kein lächerliches Wesen sein müsse.
Ruths Sohn Gustav, ein angehender Künstler und weltfremder Träumer, heiratet die gleichnamige Enkelin von Ilses Jugendfreundin Flora, und Agnes verlobt sich mit Floras Enkel Ludwig.
Im Vordergrund der Erzählung steht Ruths Tochter Irma, die bei Ilse lebt. Irma ist ein hübsches und für ihr Alter sehr kindliches Mädchen, das Gegenteil ihrer Cousinen Maud und Agnes, deren Nüchternheit und Selbständigkeit auf ihre amerikanische Erziehung zurückgeführt werden.
Floras zweiter Enkel, der Landwirt Hans, verliebt sich bei der ersten Begegnung sofort unsterblich in Irma, die jedoch für den „Bauern“ nur Spott übrig hat.
Irma schwärmt für den adeligen Studenten Otto von Hochstein, mit dem sie sich ohne Ilses Wissen heimlich trifft. Ottos reiche Eltern dürfen nichts von Irma erfahren, da ihnen die Tochter eines Künstlerehepaares als Schwiegertochter nicht gut genug wäre. Otto hält Irma mit Versprechungen hin, bis die neugierige und klatschsüchtige Tante Elisabeth hinter die heimlichen Treffen kommt und Ilse einweiht. Ilse verbietet Irma jeglichen Kontakt mit Otto, bis sein Vater bei ihr um Irmas Hand anhält. Irma ist empört, und das bis dahin innige Verhältnis zur Großmutter bekommt erste Risse.
Otto erweist sich als Schwindler: Eines Tages erhält Irma eine Anzeige seiner Verlobung mit einer anderen Frau. Sie bricht seelisch zusammen und fasst dann den trotzigen Entschluss, Hans zu heiraten, um Otto zu beweisen, dass sie um einen Mann nicht in Verlegenheit ist. Hans fällt zunächst auf Irma herein, doch Ilse warnt ihn. Hans liebt Irma immer noch, will sich jedoch nicht als Lückenbüßer missbrauchen lassen, hält Irma eine Standpauke und reist ab.
Ähnlich wie Ilse in Band 2 Hals über Kopf von zu Hause abreist, verlässt Irma das Haus der Großmutter und geht mit ihren Eltern nach München. Nach einigen Wochen kehrt sie reumütig zurück und hat inzwischen erkannt, dass sie den ehrlichen Hans liebt. Sie bittet ihn um Verzeihung und wird seine Frau.
Der Roman endet – nach einem kurzen Überblick über das weitere Leben von Ilses Enkelkindern – mit Ilses Tod im Kreise der Familie.

### Trotzkopfs Nachkommen – ein neues Geschlecht (Else Wildhagen)
Band 5 wurde 1930 wiederum von Else Wildhagen als Entgegnung auf La Chapelle-Roobols Roman verfasst und ebenfalls durch den Verlag Gustav Weise herausgegeben, ist jedoch in Vergessenheit geraten. Band 4 gilt heute als letzter Teil der Serie.

## Plagiate
Der große Erfolg von Der Trotzkopf führte zu einigen Nachahmungen und angeblichen „Fortsetzungen“ des Romans durch andere Autorinnen, die von Wildhagen nicht als legitime Fortsetzungen des Werks ihrer Mutter betrachtet wurden.
1895 erschien das Buch Frau Ilse von Doris Mix, das als „Fortsetzung von Der Trotzkopf“ vermarktet wurde. Dies war laut Wildhagens Vorwort zu Aus Trotzkopfs Ehe (1895) nicht das einzige Plagiat: „Nun aber, da sich von anderer Seite eine Trotzkopf-Literatur zu bilden scheint und sich andere berufen und berechtigt fühlen, die Gestalten der Trotzkopf-Bücher für Erzählungen zu verwenden, die sie als Fortsetzungen der Trotzkopf-Romane verstanden wissen wollen, muß ich meine bisherigen Bedenken aufgeben.“ (Wildhagen spricht über die Gründe für ihren Entschluss, das Werk der Mutter selbst fortzusetzen.)
1916 und 1919 veröffentlichte Maria Mancke unter dem Pseudonym Marie von Felseneck die Bücher Trotzkopfs Erlebnisse im Weltkrieg und Trotzkopf heiratet, die, ebenso wie das Werk von Mix, rasch in Vergessenheit gerieten.

## Hintergründe
Vorbild für Ilse Macket war Emmy von Rhodens eigene Tochter Else, die im Pensionat des Fräulein Möder bei Eisenach aufwuchs. Der Roman entstand teilweise nach Elses Tagebuchaufzeichnungen. Vorbild für Nellie Grey war Elses beste Freundin, die Engländerin Nellie Gladstone (eine Verwandte des Premierministers William Ewart Gladstone); Fräulein Güssow ist der Lieblingslehrerin Emma Schwartz nachempfunden, Miss Lead der unsympathischen Englischlehrerin Miss Wood.
Trotz eines geänderten Frauenbildes wird der Trotzkopf bis heute immer wieder aufgelegt. Bei aller erlernten Fügsamkeit bleibt Ilse dennoch ein temperamentvolles Mädchen, das nicht wegen seiner Tugenden, sondern vor allem wegen seiner Natürlichkeit geliebt wird. Die Bemerkung des Vaters, sein wildes Kind habe ihm vorher besser gefallen, zeigt Kritik am Erziehungsideal.

## Verfilmung
1983 verfilmte der Regisseur Helmuth Ashley die Romanvorlage als mehrteilige Fernsehserie mit Anja Schüte in der Hauptrolle. Die Serie ist 2004 bei Universal auf einer Doppel-DVD herausgegeben worden. Die Serienmusik schrieb der deutsche Komponist Martin Böttcher. Die Filmmusik wurde auf der Langspielplatte TELDEC 6.25468 AS veröffentlicht.
Basierend auf der tschechischen Übersetzung/Adaption von Eliška Krásnohorská erschien bereits 1926 eine tschechische Filmversion des Romans unter dem Titel Svéhlavička unter der Regie von Rudolf Měšťák.

## Übersetzungen
Die Trotzkopf-Reihe wurde in mindestens 11 Sprachen übersetzt und erschien teilweise sogar in verschiedenen Übersetzungen. All dies unterstreicht ihren Charakter als internationaler Kinderbuchklassiker.
| (Amerikanisches) Englisch | Emmy von Rhoden: Taming a Tomboy. Aus dem Deutschen von Felix Leopold Oswald. New York: W. L. Allison, 1898. Emma von Rhoden: An Obstinate Maid. Aus dem Deutschen von Mary E. Ireland. Philadelphia: G. W. Jacobs, 1898. |
| Dänisch                   | Emmy von Rhoden: Frøken vildkat. Aus dem Deutschen von M. Moe. 2nd ed. Copenhagen: Kbh, 1911. |
| Ungarisch                 | Emmy Rhoden: A kis makranczos. Aus dem Deutschen von Sándorné Lónyay. Budapest: Sachs – Pollák, 1900. Emmy Rhoden: A kis makrancos mátkasága. Aus dem Deutschen von Ilma Kövér. Budapest: Sachs, 1905. Emmy Rhoden: Makranczos Erzsike. Aus dem Deutschen von Juliska Koltai. Budapest: Korvin Ny., [1913]. Elza Wildhagen: A kis makrancos házassága. Aus dem Deutschen von Margit Dávid. Budapest: Eisler, 1914. Emmy Rhoden: Makrancos Erzsike. Aus dem Deutschen von Andor Roboz. Budapest: Athenaeum Ny., 1922. Suse la Chapelle-Roobol: Makrancos Erzsi mint nagymama. Aus dem Deutschen von Andor Roboz. Budapest: Athenaeum Irodalmi és Nyomdai R.T., 1929. Emmy von Rhoden: A makrancos fruska. Aus dem Deutschen von Anna Balassa. Budapest: Móra, 1993. |
| Italienisch               | Emma Rhoden: Testolina dura. Aus dem Deutschen von Giuseppe Fadini. Firenze: Adriano Salani, 1900. Emmy von Rhoden: Elena la ribelle. Aus dem Deutschen von Irene Peroni Piatti. Milano: A. Vallardi, 1953. |
| Niederländisch            | Emmy von Rhoden: Alice: een kostschoolgeschiedenis voor jonge meisjes. Aus dem Deutschen von Jacoba. Almelo: W. Hilarius, 1885. Emmy von Rhoden: Stijfkopje (op school). Aus dem Deutschen von M.A. de Goeje. Leiden: E. J. Brill, 1893. Emmy von Rhoden: Stijfkopje (verloofd). Aus dem Deutschen von M.A. de Goeje. Leiden: E. J. Brill, 1893. Emmy von Rhoden: Stijfkopje (getrouwd). Aus dem Deutschen von M. de Bock-Hardenberg. Leiden: E. J. Brill, 1896. Emmy von Rhoden: Stijfkopje op school. Aus dem Deutschen von Henri van Hoorn. Amsterdam: Goede Kinderlectuur, 1935. Emmy von Rhoden: Stijfkopje op het internaat. Aus dem Deutschen von Riek de Bruin. Alphen aan den Rijn: Geka, 1975. Emmy Rhoden-Wildhagen: Stijfkopje op het internaat. Aus dem Deutschen von Jan G. Steur. Aartselaar: Zuidnederlandse Uitgeverij, 1977. Emmy von Rhoden: Stijfkopje. Aus dem Deutschen von F. Mitchell. Dronten: Keizer, 1984. Emmy von Rhoden: Stijfkopje. Aus dem Deutschen von M. Keizer-Duvivier. ’t Harde: Arachne, 1990. |
| Norwegisch                | Emmy von Rhoden: Vildkat. Aus dem Deutschen von Nanna Scheel. Kristiania: Jacob Dybwads, 1887. Suse la Chapelle-Robol: Vildkat som bedstemoder. Kristiania (Oslo): Jacob Dybwad, 1906. Else Wildhagen: Vildkats forlovelsedage. Aus dem Deutschen von Nanna Scheel. Kristiania, Jacob Dybwads, 1906. Else Wildhagen: Vildkats egteskap. Kristiania: Jacob Dybwads, 1916. |
| Polnisch                  | Emmy von Rhoden: Przekora. Aus dem Deutschen von Zuzanna Zajączkowska. Wyd. nowe. Warschau: Księg. F. Hoesick, 1919. |
| Russisch                  | Э. Роден: Взбалмошная Головка. Aus dem Deutschen von А.Д Михайлова. Sankt Petersburg: М.М. Ледерле, 1895. Э. Роден: Упрямица. Übersetzt von И Гассельблат. Sankt Petersburg: А.Ф. Девриен, 1907. |
| Tschechisch               | Emma Rhodenu: Svéhlavička : příběh z pensionátu. Aus dem Deutschen von Eliška Krásnohorská. Praag: Rudolf Storch, 1898. |
| Schwedisch                | Emmy von Rhoden: I pensionen. Stockholm: Bonnier, 1888. Emmy von Rhoden: En yrhätta. Aus dem Deutschen von Oscar Nachman. Stockholm: B. Wahlström, 1919. |
| (Schweizer) Französisch   | Emmy von Rhoden: Mauvaise tête. Aus dem Deutschen von Bertha Bonna-de Molin. Genève: C. Eggimann, 1898. |

## Aktuelle Ausgaben
Der Roman ist bei verschiedenen Verlagen erhältlich. Auswahl:
- Der Trotzkopf (= Anaconda Kinderbuchklassiker), Anaconda, Köln (April) 2015, ISBN 978-3-7306-0223-2.
- Der Trotzkopf als Großmutter (von Emmy von Rhoden, Else Wildhagen, Suze la Chapelle-Roobol, übersetzt von Anne Amalia Herbst, der Text wurde neu bearbeitet und modernisiert von Christian Reichenbach), Belle Époque, Tübingen 2015, ISBN 978-3-945796-41-2.
- Упрямица (Uprámniza, russisch, übersetzt von A. Wlasowa), Энас-книга, Москва 2014, ISBN 978-5-91921-282-9.
- Der Trotzkopf: Eine Pensionsgeschichte für erwachsene Mädchen, Fischer, Frankfurt am Main, 2012, ISBN 978-3-596-90491-4.
- Der Trotzkopf, E-Book, 2010 im Project Gutenberg
- Der Trotzkopf (gekürzte Fassung, mit Bildern von Dieter Konsek, Nachwort von Freya Stephan-Kühn), Arena, Würzburg 2005, ISBN 3-401-05833-9 (= Kinderbuch Klassiker).
- Der Trotzkopf, Ueberreuter, Wien 2003, ISBN 3-8000-2089-0.
- Der Trotzkopf (Gesamtausgabe in einem Band, herausgegeben von Else Wildhagen und Suse La Chapelle-Roobol), Tosa, Wien 1994, ISBN 3-85001-100-3
- Der Trotzkopf (Vollständige Neuausgabe der 2. Auflage 1885, Verlag Gustav Weise, Stuttgart), Berlin 2015, ISBN 978-3-8430-7493-3.